# Kenneth Pridie
Kenneth Hampden Pridie (* 8. März 1906; † 4. Mai 1963) war ein britischer Kugelstoßer und Diskuswerfer.
1930 wurde er für England startend bei den British Empire Games in Hamilton Sechster im Kugelstoßen und Vierter im Diskuswurf. Bei den British Empire Games 1934 in London gewann er Bronze im Kugelstoßen und wurde Sechster im Diskuswurf.

## Persönliche Bestleistungen
- Kugelstoßen: 13,94 m, 3. August 1933, Abertillery
- Diskuswurf: 41,32 m, 1931